# Fosfatidilinozitol 3,5-bisfosfat
Fosfatidilinozitol 3,5-bisfosfat (PtdIns(3,5)P2) je jedan od sedam fosfoinozitida prisutnih u eukariotskim ćelijskim membranama. U ćelijama u stanju mirovanja, PtdIns(3,5)P2 nivoi su tipično najniži među konstitutivno prisutnim fosfoinozitidima. Oni su oko 3 do 5 puta niži od nivoa PtdIns3P i PtdIns5P (fosfatidilinozitol 5-fosfata), i više od 100-puta niži od PtdIns4P (fosfatidilinozitol 4-fosfata) i . PtdIns(3,5)P2 je prvo nađen u fibroblastima miša i kvascu S. cerevisiae 1997. U S. cerevisiae nivoi PtdIns(3,5)P2 se znatno povišavaju tokom hiperosmotskog šoka.

## Spoljašnje veze
- phosphatidylinositol+3,5-bisphosphate на 